# Geita (Region)
Geita ist eine der insgesamt 31 Regionen in Tansania. Sie liegt im Nordwesten des Staates südlich des Victoriasees. Die Hauptstadt ist Geita.

## Geographie
Die Region hat eine Fläche von 21.879 Quadratkilometer und rund 3 Millionen Einwohner (Volkszählung 2022). Die Bevölkerungsdichte beträgt 136 Einwohner/km².
Das Land liegt in einer Höhe von 1100 bis 1300 Meter über dem Meer. Geographisch kann man das Gebiet in vier Zonen einteilen:
- Westzone: Im Westen der Region regnet es jährlich 700 bis 1000 Millimeter. Ein Drittel der Nutztiere werden hier gehalten.
- Seezone: Das Land liegt mit 1300 Meter über dem Meeresspiegel nur wenig höher als der Victoriasee. Die jährlichen Niederschläge liegen zwischen 700 und 1300 Millimeter.
- Ostzone: Die Landschaft ist gut für den Ackerbau geeignet, es fallen 600 bis 1000 Millimeter Regen im Jahr.
- Südzone: Bei Niederschlägen von 750 bis 900 Millimeter werden hier sowohl Ackerbau als auch Rinderzucht betrieben.

### Klima
Die Niederschläge sind gut über das Jahr verteilt. Von September bis Dezember gibt es kurze Regenschauer, darauf folgen die zwei trockeneren Monate Januar und Februar. Vom März bis Ende Mai fallen heftige Regen, worauf dann die Trockenzeit von Juni bis Anfang September folgt. Die Temperaturen liegen zwischen 22 und 30 Grad Celsius. Das Klima ist tropisch, Aw nach der effektiven Klimaklassifikation.
|                        | Jan  | Feb  | Mär  | Apr  | Mai  | Jun  | Jul  | Aug  | Sep  | Okt  | Nov  | Dez  |   |      |
| Mittl. Temperatur (°C) | 22,1 | 22   | 21,9 | 22,1 | 21,9 | 21,5 | 21   | 21,6 | 22,8 | 23,1 | 22,3 | 21,8 | ⌀ | 22   |
| Mittl. Tagesmax. (°C)  | 27   | 26,9 | 26,8 | 26,8 | 27   | 27,6 | 27,4 | 27,8 | 28,6 | 28,7 | 27,3 | 26,3 | ⌀ | 27,4 |
| Mittl. Tagesmin. (°C)  | 17,2 | 17,1 | 17,1 | 17,4 | 16,8 | 15,5 | 14,7 | 15,4 | 17   | 17,5 | 17,3 | 17,3 | ⌀ | 16,7 |
|                        |      |      |      |      |      |      |      |      |      |      |      |      |   |      |
| Niederschlag (mm)      | 95   | 108  | 129  | 159  | 77   | 8    | 3    | 13   | 41   | 82   | 146  | 139  | Σ | 1000 |

| 17,2 |

| 17,1 |

| 17,1 |

| 17,4 |

| 16,8 |

| 15,5 |

| 14,7 |

| 15,4 |

| 17 |

| 17,5 |

| 17,3 |

| 17,3 |

| 17,2 |

| 17,1 |

| 17,1 |

| 17,4 |

| 16,8 |

| 15,5 |

| 14,7 |

| 15,4 |

| 17 |

| 17,5 |

| 17,3 |

| 17,3 |

### Nachbargemeinden
| Kagera |                                             | Mwanza    |
|        | Kompassrose, die auf Nachbargemeinden zeigt |           |
| Kigoma | Tabora                                      | Shinyanga |

## Geschichte
Geita wurde im März 2012 aus Teilen der Regionen Shinyanga, Mwanza und Kagera als eigenständige Region gegründet.

## Verwaltungsgliederung
Die Region besteht aus sechs Distrikten:
| Distrikt    | Fläche km² | Bevölkerung (2016) | Bevölkerung 2022 |
| ----------- | ---------- | ------------------ | ---------------- |
| Bukombe     | 6.798      | 249.416            | 407.102          |
| Chato       | 3.572      | 405.575            | 584.963          |
| Geita       | 5.295      | 704.542            | 1.035.214        |
| Geita (TC)  | 1.080      | 192.541            | 361.671          |
| Mbogwe      | 3.684      | 215.404            | 362.855          |
| Nyang'hwale | 1.450      | 164.750            | 225.803          |
| Gesamt      | 21.879     | 1.932.230          | 2.977.608        |

## Bevölkerung
Die Bevölkerung in der Region gehört größtenteils zu Volksgruppen der Bantu, hauptsächlich zu den Basukuma und Sumbwa. Im Jahr 2012 waren 59 Prozent der Bevölkerung alphabetisiert. Die Alphabetisierungsrate der über Fünfjährigen war bei Männern mit 63 Prozent höher als bei Frauen, wo nur 55 Prozent lesen und schreiben konnten. Mit 77 Prozent war die Alphabetisierungsrate in der Stadt deutlich höher als der Durchschnitt.
| - Bildung: Im Jahr 2012 gab es in der Region 567 Grundschulen, davon waren elf Privatschulen. Von den Über-Fünfjährigen besuchten 27 Prozent aktuell eine Schule, 10 Prozent hatten den Schulbesuch abgebrochen und 28 Prozent eine Schule abgeschlossen. 35 Prozent hatten nie eine Schule besucht. Mehr als die Hälfte der Bevölkerung konnte Swahili lesen und schreiben, sieben Prozent Swahili und Englisch, über vierzig Prozent waren Analphabeten (Stand 2012). - Gesundheit: Vier Prozent der Bevölkerung waren Mitglied in einer Sozialversicherung (Stand 2012). | Hier fehlt eine Grafik, die leider im Moment aus technischen Gründen nicht angezeigt werden kann. Wir arbeiten daran! |

| Der wichtigste Wirtschaftszweig ist die Landwirtschaft, achtzig Prozent der Haushalte beschäftigen sich damit. | Hier fehlt eine Grafik, die leider im Moment aus technischen Gründen nicht angezeigt werden kann. Wir arbeiten daran! |

### Forstwirtschaft
Mit 2710 Quadratkilometer sind rund 14 Prozent der Distriktfläche bewaldet. Genutzt wird das Holz zur Erzeugung von Holzkohle, als Brennmaterial und zur Weiterverarbeitung in der Zimmerei und Tischlerei.

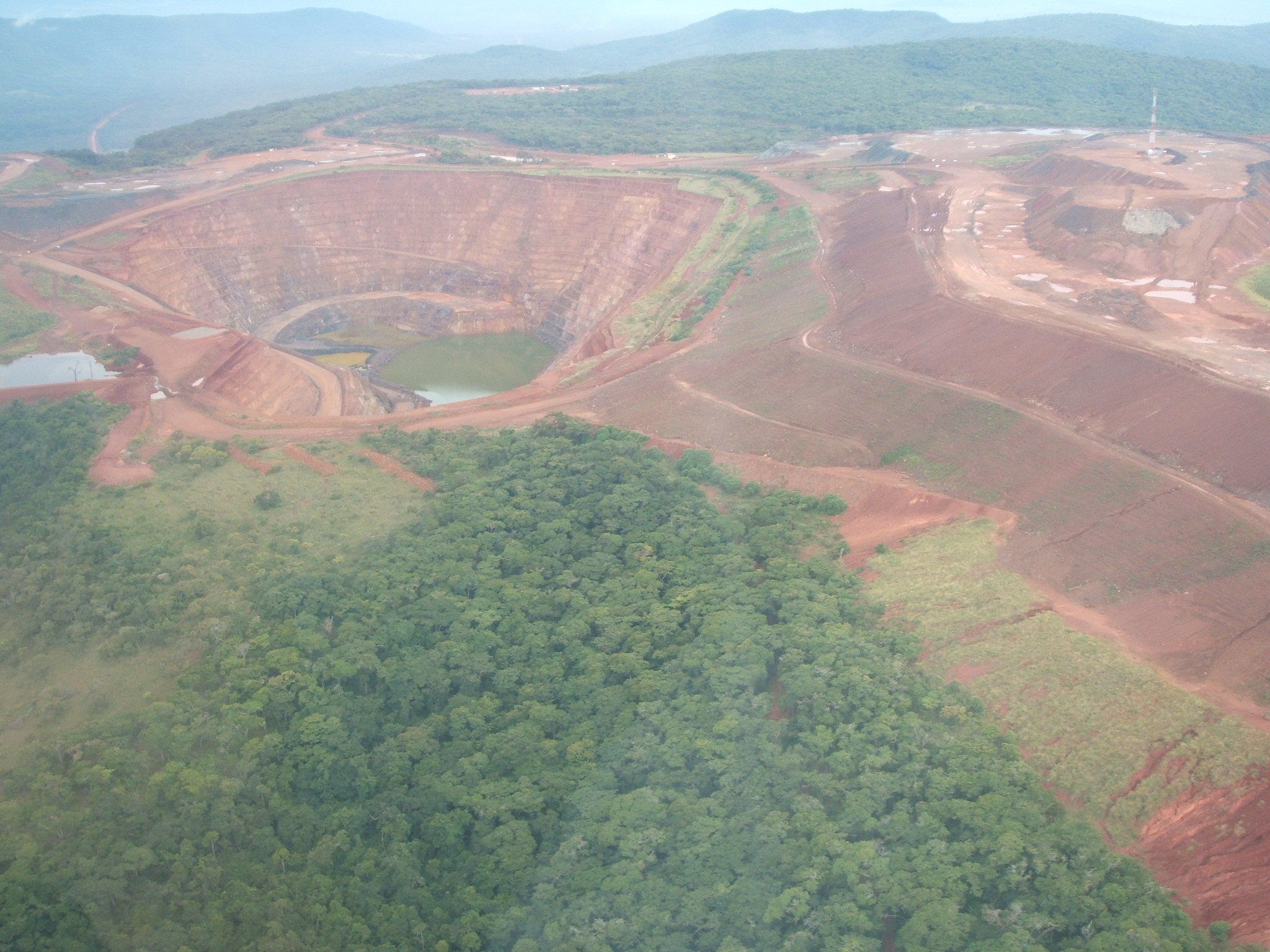
Goldmine in Geita

### Fischfang
Am Victoriasee fingen 8000 Fischer in 2.440 Fischerbooten 2000 Tonnen Fisch pro Jahr (Stand 2012).

### Imkerei
Vor allem in den Distrikten Bukombe und Mbogwe wird Imkerei betrieben. Insgesamt wurden in 240.000 Bienenstöcken 438 Tonnen Honig erzeugt (Stand 2012).

### Bergbau
Geita ist eine der goldreichsten Regionen von Tansania. Seit 1932 wird hier Gold im Tagebau gefunden. Die Mine wird von Anglogold Ashanti betrieben, im Jahr 2018 wurden von 4.500 Mitarbeitern 564.000 Unzen Gold abgebaut.

### Verkehr
Die Nationalstraße T4 durchquert die Region von Kahama nach Ruanda im Norden der Region. Im Süden verläuft parallel dazu die Nationalstraße T3.

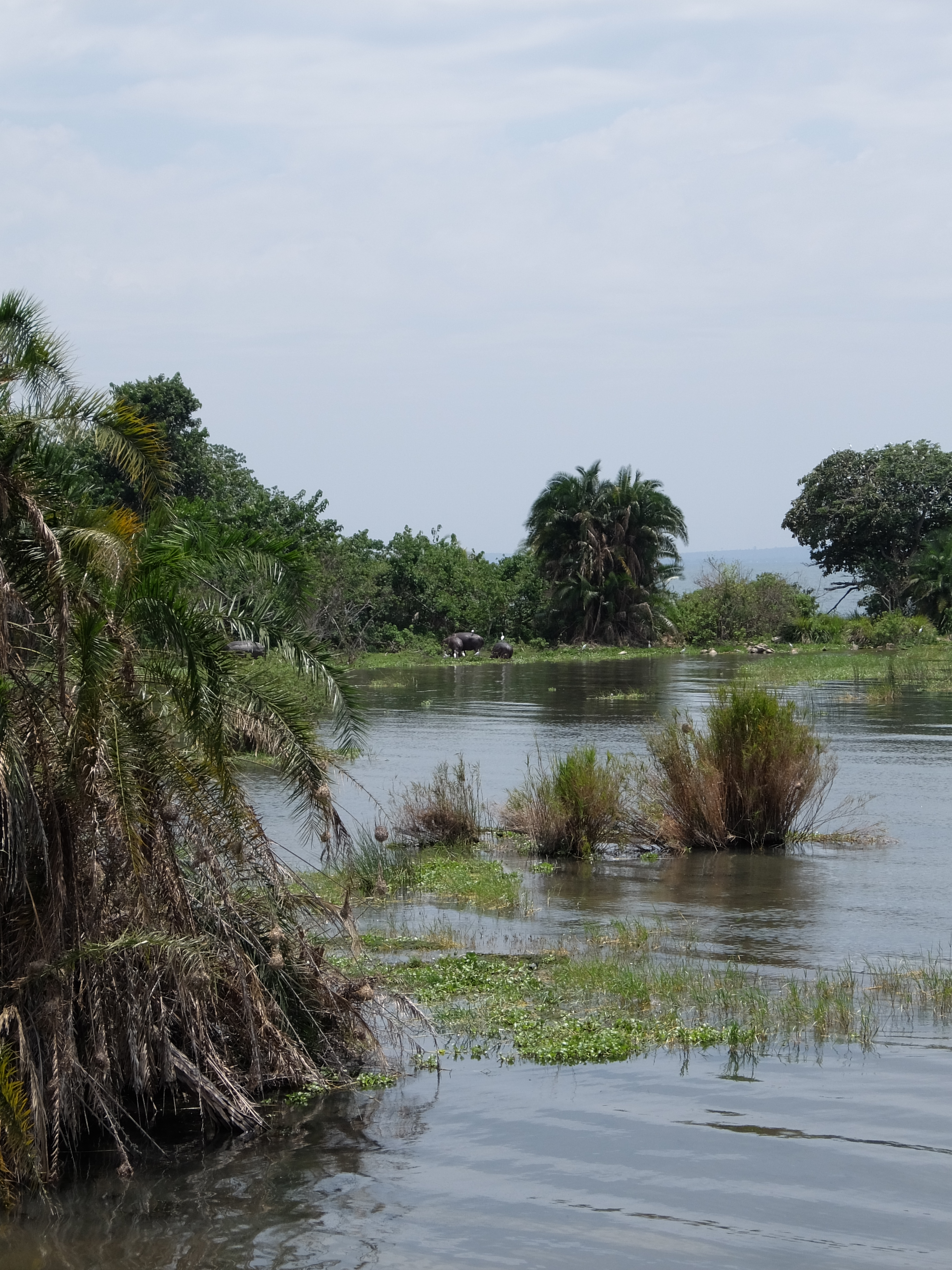
Im Rubondo-Nationalpark.

## Sehenswürdigkeiten
- Rubondo-Nationalpark: Dieser 456 Quadratkilometer große Nationalpark auf der Insel Rubondo und anderen kleinen Inseln auf dem Victoriasee ist wegen seiner Wasservögel bekannt. Aber auch die seltenen Sitatunga sowie Elefanten, Giraffen, Flusspferde, Buschböcke, Pythons und Krokodile sind hier beheimatet.[22][23]